# Georginho de Paula
George "Georginho" Lucas Alves de Paula (Diadema, São Paulo; 24 de mayo de 1996) es un jugador de baloncesto brasileño que pertenece a la plantilla del Franca BC de la NBB. Con 1,97 metros de altura, juega en la posición de base.

## Carrera deportiva

### Profesional

#### Pinheiros (2013-2016)
De Paula hizo su debut profesional con EC Pinheiros en la liga de primer nivel de Brasil, la NBB, durante la temporada 2013-14. 
El 21 de abril de 2015, de Paula se presentó al draft de la NBA de 2015. Pero finalmente se borró antes de la confirmación oficial.

#### Atlético Paulistano (2016-2017)
En 2016 se incorporó al club Club Athletico Paulistano de la Liga Brasileña.

#### Rio Grande Valley Vipers (2017-2018)
A finales de abril de 2017, de Paula decidió ingresar su nombre para el draft de la NBA de 2017. Dos meses después, se convirtió en uno de los 10 estudiantes internacionales de primer año que confirmaron su entrada permanente al Draft de la NBA de ese año. Al final, no sería seleccionado ese año, pero compitió para los Houston Rockets en la NBA Summer League de 2017. Más tarde firmaría un contrato de entrenamiento con los Rockets el 27 de septiembre de ese mismo año, siendo cortado el 13 de octubre. Más tarde ese mes, de Paula firmaría con los Rio Grande Valley Vipers de la G League por el resto de la temporada.

#### Regreso a Paulistano (2018-2019)
El 11 de junio de 2018, de Paula regresó a Paulistano.

#### São Paulo FC (2019-2021)
Jugó dos temporadas con el São Paulo FC y fue incluido en el equipo All-NBB en ambas temporadas. 

#### Franca (2021-2023)
En 2021 firmó por el Franca BC con el que ganó la BCL Americas 2022-23 siendo capitán del equipo, su primer título continental, y fue incluido en el Ideal Five (primer equipo de todas las ligas) de la temporada.

#### ratiopharm Ulm (2023-2024)
El 1 de agosto de 2023, firma con el ratiopharm Ulm de la Basketball Bundesliga.

#### Regreso al Franca (2024-presente)
En junio de 2024 regresó al Franca BC brasileño.

### Selección nacional
De Paula jugó con la selección nacional Sub-17 de Brasil en el Campeonato Sudamericano Sub-17 FIBA 2013, donde ganó la medalla de bronce. 
Representó a la selección nacional Sub-18 de su país, en el Campeonato FIBA Américas Sub-18 de 2014.
Ha sido miembro de la selección absoluta de baloncesto de Brasil con la que disputó la FIBA AmeriCup 2017, ganado la medalla de plata.
Durante agosto y septiembre de 2023 fue integrante de la selección de Brasil que participó en el Mundial de 2023 celebrado en Asia, y que finalizó en decimotercer lugar.
Entre julio y agosto de 2024 fue parte de la selección absoluta de Brasil, que disputó los Juegos Olímpicos de París, finalizando en séptima posición.